# Ван Ань-і
Ван Ань-і (王安憶, 1935 ) — сучасна китайська письменниця, представниця «молодої літератури». Віце-президент Союзу китайських письменників, голова Шанхайського відділення Союзу письменників, професор університету Фудань.

## Життєпис
Походила з інтелігентної родини. Народилася у березні 1954 року у Нанкіні. Донька драматурга Ван Сяопіна та письменниці Чжу Чжицзюань. У 1955 році з родиною перебралася до Шанхаю. Тут навчалася у початковій Хуайхай (1961–1967 роки) та середній школі, яку закінчила у 1970 році. Відразу після цього за вивчення закордонних письменників відправлена на «перевиховання» до села в провінції Аньхой. У 1972 році перебирається до Сюйчжоу, де починає з 1975 року писати перші твори. У 1976 році вперше публікується. У 1978 році повертається до Шанхаю. Тут працює в редакції дитячого журналу «Ертун шидай» (Дитинство).
У 1980 році поступає на літературні курси при Союзі китайських письменників. У 1983 році бере участь у літературній програмі при Айовському університеті (США). З 1987 році зосередила увесь свій час на написанні творів, стає професійною письменницею.

## Творчість
У доробку є понад 60 оповідань, більше 30 повістей, 7 романів, багато нарисів. Отримала загальнокитайську премію за найкращу розповідь у 1981 році («Кінцева станція»), за найкращу повість 1982 року («Швидкоплинний»), у 1985 році — за повість «Село Сяобао». За роман «Пісня про вічну журбу» у 1995 році отримала літературну премію імені Мао Дуня. Її твори перекладалися на англійську, німецьку, голландську, французьку, чеську, японську, корейську, іврит та інші мови в Китаї за кордоном.
Одна з центральних тем є зображення Шанхаю — життя різних соціальних верств містян та історії міста у дрібніцях, особливо докомуністичного періоду. Відносять до явища хайпай-веньсюе (шанхайська література). У 1990-х роках на нетривалий час відходить від хайпай-веньсюе до моделі ілюзорного художнього світу, які відкидають принцип документальності і достовірность — «Історія Дядечки» (1990 рік). З 1995 року повертається до шанхайської тематики (міський цикл "Я люблю Білла, 1995 рік; «Мейтоу», 1999 рік; «Міні», 2000 рік, «Фупін», 2005 рік). Тема міражу створює особливу тональність художнього світу роману.